# Leland (Mississippi)
Leland é uma cidade localizada no estado americano de Mississippi, no Condado de Washington.

## Demografia
Segundo o censo americano de 2000, a sua população era de 5502 habitantes.
Em 2006, foi estimada uma população de 5065, um decréscimo de 437 (-7.9%).

## Geografia
De acordo com o United States Census Bureau tem uma área de
5,4 km², dos quais 5,3 km² cobertos por terra e 0,1 km² cobertos por água. Leland localiza-se a aproximadamente 38 m acima do nível do mar.

## Localidades na vizinhança
O diagrama seguinte representa as localidades num raio de 28 km ao redor de Leland.